# Narodni park galicijski atlantski otoki
Narodni park Galicijski atlantski otoki (galicijsko Parque Nacional das Illas Atlánticas de Galicia, špansko Parque Nacional de las Islas Atlánticas de Galicia) je edini narodni park v avtonomni skupnosti Galiciji v Španiji. Obsega otočja Cíes, Ons, Sálvora in Cortegada. Park ima površino kopna 1200 ha in površino morja 7200 ha. To je deseti najbolj obiskan narodni park v Španiji. Bil je trinajsti narodni park, ustanovljen v Španiji. Od leta 2021 je bilo označen kot zaščiteno območje po Ramsarski konvenciji pod naslovom Parque Nacional Marítimo-Terrestre de las Islas Atlánticas de Galicia (Pomorski in kopenski narodni park atlantskih otokov Galicije).

## Geografija
Otoki parka ležijo na celinski plošči galicijskega Rías Baixas, seriji štirih zalivov - izlivov rek. Arhipelaga Cortegada in Sálvora sta v notranjih in zunanjih območjih Ría de Arousa. Arhipelag Ons, ki ga tvorijo predvsem otoki Ons in Onza, je na vhodu v Ría de Pontevedra. Podobno otoki Cíes obkrožajo vhod v Ría de Vigo in obsegajo otoke Monteagudo, Montefaro in San Martiño.
8480 ha narodnega parka je razdeljeno na naslednji način:
| Arhipelag | Morski del (ha) | kopno (ha) | Najvišja točka (m) |
| --------- | --------------- | ---------- | ------------------ |
| Cíes      | 2658            | 433        | 197                |
| Cortegada | 147,2           | 43,8       | 19                 |
| Ons       | 2171            | 470        | 119                |
| Sálvora   | 2309            | 248        | 73                 |

## Geologija
Geološka zgodovina otokov sega v paleozojsko dobo, ko so nastali geološki materiali, ki trenutno tvorijo kopno in morska območja parka. Geološka sestava arhipelaga Cíes, Ons in Sálvora je granitne narave, čeprav je v prvih dveh prevladujoča izhodiščna kamnina gnajs-granit, v Sálvori pa prevladuje grobozrnat amfibol-biotit pozni granodiorit. Cortegada medtem predstavlja sestavo iz pretežno  metamorfnih skrilavcev in paragnajsov z migmatičnim granitom.

### Podnebje
Čeprav leži na območju oceanskega podnebja, večina otokov v parku predstavlja sub-vlažno sredozemsko podnebje atlantske težnje. Dež je zaradi majhne nadmorske višine otokov manj obilen kot na bližnji obali, kar predstavlja minimalno oviro za prehajanje oblakov. Letne padavine v Cíesu znašajo 1000 mm/leto, Ons in Sálvora pa 1500 mm/leto. Poleti so padavine redke. Cortegada zaradi svoje lokacije v notranjosti ustja blizu obale predstavlja oceansko podnebje s padavinami 2000 mm/leto. Povprečna letna temperatura niha v območju 13-15 º C z majhno sezonsko variabilnostjo, s prevladujočimi vetrovi s severa v poletnih mesecih in z jugozahoda pozimi.

## Rastlinstvo in živalstvo
Ta ekosistem morskega kopna ima lovorjev gozd (Laurisilva) in več kot 200 vrst morskih trav (macroalgae). Izstopa tudi po školjkah, koralah in vetrnicah.
Med vrstami ptic so zaradi stopnje ogroženosti še posebej pomembni strakoši (Hydrobates pelagicus), katerih gnezdeča kolonija bi lahko predstavljala 1 % španske atlantske populacije ali prezimni balearski viharnik (Puffinus mauretanicus) in veliki škurh (Numenius arquata), vključen v španski katalog ogroženih vrst kot ogrožen. Posebej velja omeniti prisotnost rumenonogega galeba (Larus cachinnans michahellis); gre za selitveno vrsto, katere populacijske ocene na atlantskih otokih Galicije predstavljajo 7-15 % svetovne populacije in tretjino španske populacije; ali prisotnost vranjeka (Phalacrocorax aristotelis), ki je v španskem katalogu ogroženih vrst in v galicijskem katalogu ogroženih vrst vključen v kategorijo ranljivih, ki ima na tem ozemlju 1-3 % svetovne populacije in 78 % španske..
Kar zadeva sesalce, ki živijo v morskem okolju, velja omeniti dejstvo prisotnosti do 27 vrst kitov in plavutonožcev. Najpogostejše vrste so velika pliskavka (Tursiops truncatus), pristaniška pliskavka (Phocoena phocoena), dolgoplavuta mrka pliskavka (Globicephala melas) in kratkokljuni navadni delfin (Delphinus delphis).
Poleg tega v parku redno opažajo morske želve. Med njimi je najpogostejša vrsta glavata kareta (Caretta caretta), druge so še orjaška črepaha (Chelonia mydas), atlantska morska želva (Lepidochelys kempii), prava kareta (Eretmochelys imbricata) in orjaška usnjača (Dermochelys coriacea).
V družini dvoživk so na otokih manjši salamandri kot na bližnji celini z izrazitim razmnoževanjem in dnevnimi aktivnostmi kot prilagoditvijo otoškim razmeram. Plazilci so Chalcides bedriagai in biserna kuščarica (Timon lepidus), opazna žuželka pa je redek španski metulj Zerynthia rumina. Sesalcev je malo, čeprav je veliko zajcev, ki praktično nimajo plenilcev. V zadnjih letih so se ponovno pojavile vidre.
- Na otoku Cortegada je eden največjih evropskih gozdov navadnega lovorja
- V parku je največja kolonija vranjeka v Evropi
- Rumenonogi galeb (Larus michaellis), v preteklosti pogost ob celotni galicijski obali
- Cíes se ponaša z največjo razširjenostjo galicijske vresovke Corema album
- Velika pliskavka je najbolj razširjen morski sesalec v parku

## Zgodovina
Na otokih so sledi človeške naselitve že od železne dobe. Keramiko najdemo tudi od rimskih časov. Otoki so bili v srednjem veku zasedeni z različnimi meniškimi redovi, bili so v lasti Cerkve, obvladovali so jih tedanji plemiči in napadali napadalci, ki so jih uporabili kot bazo za akcije na obali. V zadnjem času so bili otoki naseljeni do 18. stoletja, toda zaradi piratskih dejanj so ljudje otoke zapustili. Leta 1980 so bili otoki Cíes razglašeni za naravni park. So tudi posebno varstveno območje za ptice. 13. junija 2002 je bil razglašen za narodni park. Šest mesecev kasneje pa je na njegove obale prišlo razlitje nafte, ki ga je povzročil tanker Prestige, razen na otoku Cortegada. Razpravljajo tudi o otokih Lobeiras in Sisargas, ki naj bi bili del narodnega parka in bi jih lahko v prihodnosti dodali v park.

## Turizem
Poleti dnevno čolni povezujejo Cíes s pristanišči Vigo, Baiona in Cangas, Ons pa s Portonovo, Sanxenxo, Bueu in Marín. Dnevno število obiskovalcev je omejeno in vsi morajo predhodno rezervirati zahtevo za avtorizacijo pri Galicijski vladi. V Cíesu je kamp, vendar je dovoljenje treba rezervirati v pristanišču Vigo. Dostop do Salvore in Cortegade je še bolj omejen, možni so le organizirani obiski. Košev za odpadke na otokih ni. Obiskovalci morajo odnesti svoje odpadke nazaj na celino.
V letu 2017 je bilo obiskovalcev parka 327.149. Daleč največ turistov je obiskalo arhipelag Cíes (216.975), sledijo Ons (88.306), Sálvora (7261) in Cortegada (6500).

## Okoljski problemi
Zaradi zaporednih požarov in kmetijske dejavnosti so se prvotni otoški gozdovi sčasoma zmanjšali in poskusi pogozdovanja v 70. in 80. letih 20. stoletja so bili izvedeni s tujimi vrstami, zlasti evkaliptom in akacijami. Čeprav so bili uspešni pri ustvarjanju novih gozdov, je to povzročilo slabšanje kakovosti tal in povečano tveganje požarov. Park postopoma nadomešča te vrste z jagodičnico arbutus, borovci in brezami, kar naj bi trajalo 20 let.

## Galerija
- Otok Cíes iz Cabo Silleiro
- Klifi na atlantski strani Cíesa
- Otok San Martiño v Cíesu
- Svetilnik na otoku Faro, Cíes
- Plaža Dorna in pristanišče, Ons
- Križ blizu Buraco do Inferno, Ons
- Otok Onza
- Otok Cortegada iz Vilagarcía de Arousa
- Antična vas v Sálvori